# 東京ディズニーシー

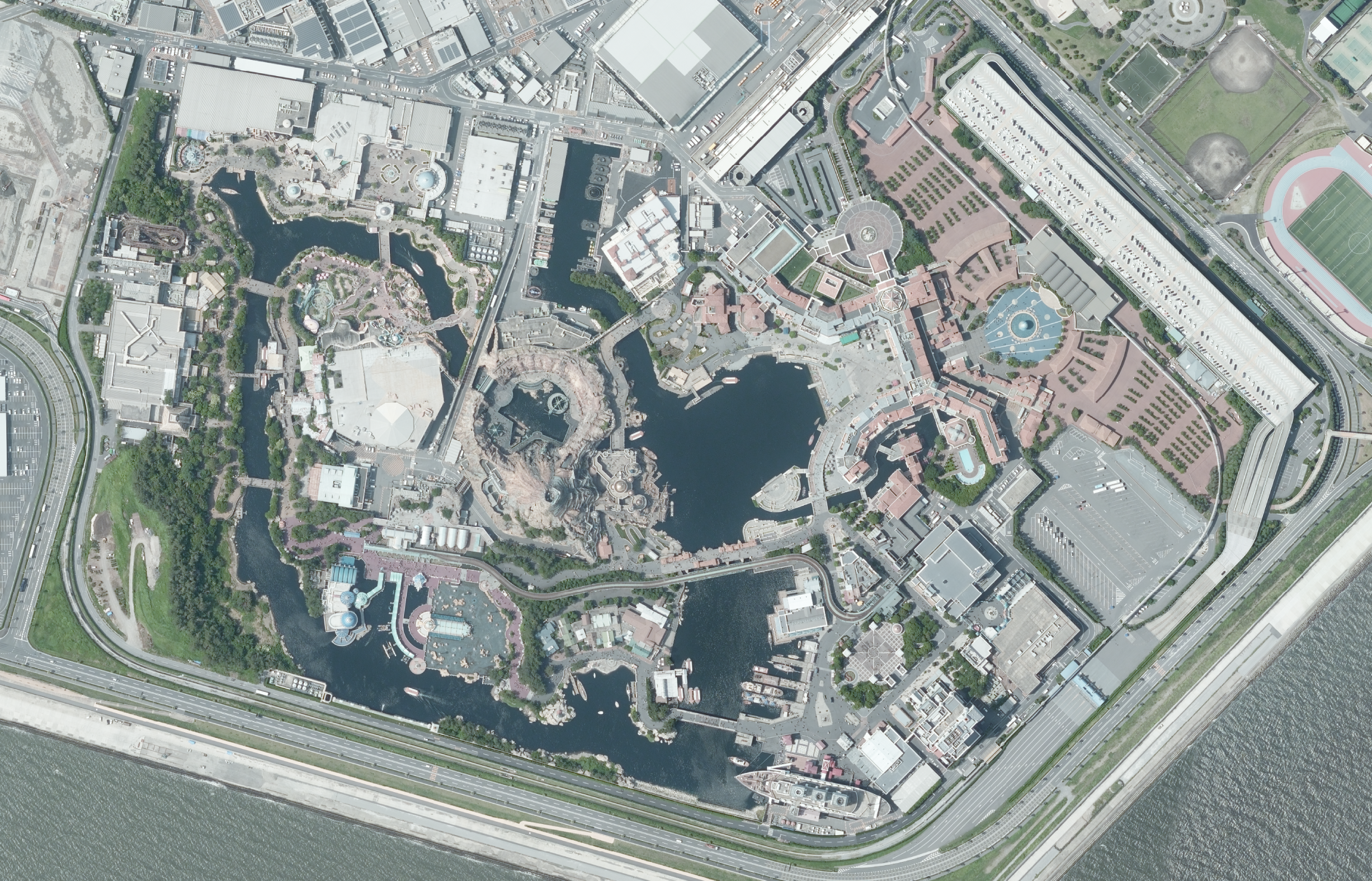
東京ディズニーシーの空撮（2019年）

東京ディズニーシー（とうきょうディズニーシー、英語: Tokyo DisneySea、略称: TDS）は、千葉県浦安市舞浜にある東京ディズニーリゾートを形成する日本のディズニーパークである。「海」をテーマにした唯一のディズニーテーマパークで、8つのテーマポートから成る。
年間来場者数は約1,350万人で、世界のテーマパーク・アミューズメントパークの中では世界5位。
東京ディズニーシーで販売されているキャラクターの著作権や版権ビジネスは、全てウォルト・ディズニー・ジャパンが、アトラクションやショーの企画に関しては、米国ディズニー・エクスペリエンス及び米国ディズニーの子会社であるウォルト・ディズニー・アトラクションズ・ジャパンが担当している。
オリエンタルランドは、ウォルト・ディズニー・カンパニーとのライセンス契約のもとパークの実務面の運営のみを担当している。

## 概要

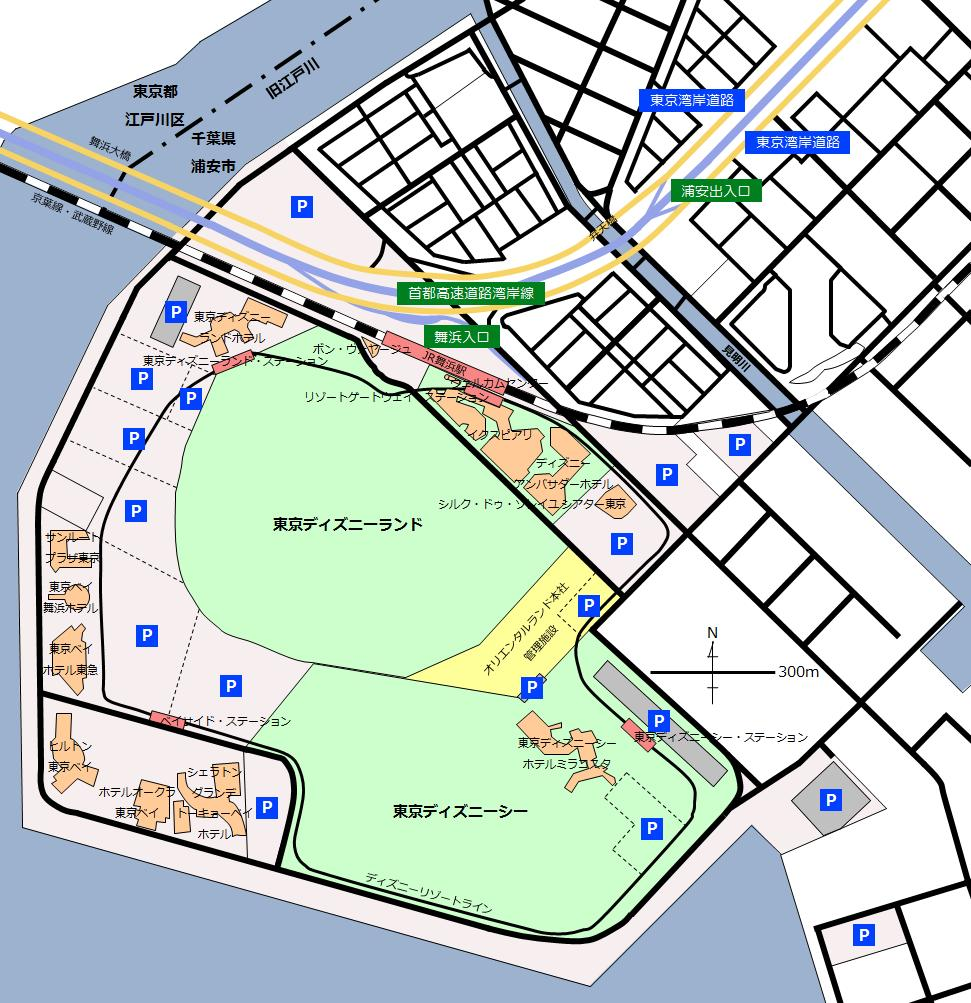
東京ディズニーリゾートの地図

米国ディズニー社及びオリエンタルランド社は、1988年（昭和63年）4月15日に「第二パーク構想」を発表。予定総事業費約400億円、完成予定は5年後を予定していた。
計画では、日本で2番目のディズニーパークとして、アメリカ合衆国フロリダ州オーランドのウォルト・ディズニー・ワールド・リゾートやフランスのディズニーランド・パリにある映画スタジオ「ディズニーMGMスタジオ・ツアー」（現・ディズニー・ハリウッド・スタジオ）をモデルにした施設「ディズニー・ハリウッド・スタジオ・テーマパーク at 東京ディズニーランド」の建設が決定していたが、「日本では映画文化に馴染みがなく将来性に大きな懸念がある」というオリエンタルランド側（当時の社長は加賀見俊夫）の強い希望から、1992年（平成4年）1月に計画を白紙に戻す事となった。
その後、米国ディズニー社及びオリエンタルランド社両社による再協議を経て、1992年（平成4年）10月20日にロサンゼルスのロングビーチにかつて開園が予定されていた「ディズニーシー」（仮称）のコンセプトを流用することになり、1996年（平成8年）5月28日にウォルト・ディズニー社と基本契約を再締結、1997年（平成9年）3月25日には浦安市や千葉県と用地譲渡などについての三者協定を締結、同月末に構想のイメージ図を公表した。
1998年（平成10年）10月22日に着工式が行われ、2001年（平成13年）9月4日に開園した。

## 施設
- 名称：東京ディズニーシー（Tokyo DisneySea）
- 所在地：千葉県浦安市舞浜1-1
- 開園日：2001年（平成13年）9月4日[3]
- 経営・運営：オリエンタルランド (OLC)
- パークテーマ：「冒険とイマジネーションの海」 Where Adventure and Imagination Set Sail
- シンボル：ディズニーシー・アクアスフィア

## 沿革
- 1987年（昭和62年）10月5日 - 「ディズニーシティ」構想[注釈 2]に関するプレゼンテーション実施、第2パーク建設案の浮上[17]。
- 1988年（昭和63年）
  - 2月24日 - 第2パーク「ディズニー・ハリウッド・マジック」に関するプレゼンテーション実施[17]。
  - 4月15日 - TDL開園5周年記者会見席上にて第二パーク計画を発表。最初の名称は「ディズニー・ハリウッド・マジック」[7]。
  - 9月18日 - 「ディズニー・ハリウッド・マジック」に関する第2回プレゼンテーション実施[17]
- 1989年（平成元年）11月 - 正式名称は「ディズニー・ハリウッド・スタジオ・テーマパーク at 東京ディズニーランド」に決定[10][広報 1]。
- 1990年（平成2年）10月30日 第二パークのコンセプト「ディズニー・ハリウッド・スタジオ・テーマパーク at 東京ディズニーランド」に関するプレゼンテーション実施[17]。
- 1991年（平成3年）
  - 1月1日 - OLC第二パーク検討室設置
  - 9月5日 - OLC高橋政知会長（当時）が、ディズニーのフランク・ウェルズ社長（当時）との会談で、映画スタジオをベースとした第二パーク中止の方針を正式通知。2009年5月14日の読売新聞記事「七転八起」によると方針転換に対しウェルズは「我々のやってきた事はシシュフォスの石（the stone of Sisyphus）に過ぎなかったのか」と嘆じた。その後、この意向は白紙に戻され、新しいパークの開発を開始した。
- 1992年（平成4年）
  - 7月23日 - 第二パークのコンセプトとして、アイデア段階の「東京ディズニーシー（仮）」コンセプトがディズニーからOLCに提示[17]。
  - 10月20日 - 「ディズニーシー」（仮称）の計画を発表[12]
- 1993年（平成5年）
  - 1月28日 - ディズニーよりOLCに第二パークを含めた舞浜地区マスタープランが提示される。
  - 8月24日 - 「東京ディズニーシー」コンセプトプレゼンテーションを実施[17]。
- 1994年（平成6年）12月12日 - 「東京ディズニーシー」ハイコンセプトプレゼンテーションを実施[17]。
- 1995年（平成7年）2月28日 - 「東京ディズニーシー」基本計画作業を開始[17]。
- 1996年（平成8年）
  - 1月29日 - 「東京ディズニーシー」基本計画作業総括のプレゼンテーション実施[17]。
  - 4月30日 - ディズニー・エンタープライゼズ・インクとのあいだに業務提携の契約締結[17]。
  - 5月28日 - ウォルト・ディズニー社とOLCの間で「東京ディズニーシー・パーク」と「東京ディズニーシー・ホテル」の基本契約を締結[13]。
- 1998年（平成10年）10月22日 - 「東京ディズニーシー」および「東京ディズニーシー・ホテルミラコスタ」着工[16]。
- 2000年（平成12年）
  - 1月27日 - 参加企業14社（第1期）が決定。後にそごう（当時の法人）は辞退
  - 4月15日 - 「東京ディズニーシー・スペシャルプレビュー」開催。東京ディズニーランド内「ディズニーギャラリー」にて翌年9月3日まで。
  - 6月25日 - 参加企業4社（第2期）が決定
  - 11月15日 - 参加企業3社（第3期）が決定
- 2001年（平成13年）
  - 1月15日 - チケット料金体系が決定
  - 1月18日 - 注水式[17]
  - 3月14日 - 日本ヒルズ・コルゲートが参加企業に
  - 3月23日 - 開業日が決定[17]
  - 4月4日 - 講談社が参加企業に
  - 4月17日 - オープニング・キャスト（スタッフ）募集が開始
  - 4月25日 - NTTドコモが参加企業に
  - 5月5日 - 団体向けチケット予約が開始（旅行代理店）
  - 5月21日 - 全施設の概要が決定
  - 6月5日 - 個人向けチケット予約が開始（旅行代理店）
  - 6月11日 - キッコーマンが参加企業に
  - 6月27日 - 日産自動車が参加企業に
  - 8月1日 - 各種プレビュー、スニークが開始
    - 「東京ディズニーシー」スニークプレビュー
    - 「東京ディズニーシー・ホテルミラコスタ」スニークプレビュー
    - デイタイム・ハーバーショー「ポルト・パラディーゾ・ウォーター・カーニバル」スニークプレビュー
    - ナイトタイム・ハーバーショー「ディズニーシー・シンフォニー」スニークプレビュー
    - ブロードウェイミュージックシアター「アンコール！」スニークプレビュー
    - ドックサイドステージ「セイル・アウェイ」スニークプレビュー
    - リドアイル「リドアイル・ミート&スマイル」スニークプレビュー
    - プレビュー・スタート
      - 1〜10日 プレスプレビュー（報道関係者）
      - 11・12・18・19日 - 浦安市民対象に無料招待[18]
      - 13〜17日 ストックホルダープレビュー（OLC株主）
      - 20〜31日 スポンサープレビュー（参加企業関係者）
      - 25〜31日 サプライズプレビュー（「ディズニー・サマー・サプライズ」当選ゲスト）

  - 8月4日 - 前売りチケットの販売が開始
  - 8月21日 - テレビCMの放映が開始
  - 9月2日 - 「東京ディズニーシー・グランドオープニング・プレミア・パーティー」開催
  - 9月4日 -「東京ディズニーシー」が正式に開園[3][注釈 3]。
  - 11月1日 - 「ブォナセーラ・セレナーデ」開始[17]。
  - 11月3日～12月25日 - クリスマスのデコレーションを実施[17]。
- 2002年（平成14年）
  - 3月下旬 - 「海底2万マイル」、「マジックランプシアター」、「ストームライダー」にてディズニー・ファストパス開始[17]。
  - 7月7日 - 「東京ディズニーシー」1,000万人目のゲストが来園[17]
  - 11月1日 - 誕生日を祝える「バースデープログラム」開始[17]。
  - 11月4日〜12月25日 - 「ハーバーサイド・クリスマス」初開催
  - 11月8日 - 「東京ディズニーランド」、「東京ディズニーシー」合わせて3億人目のゲストが来園[17]
- 2003年（平成15年）
  - 4月16日 - ブリヂストンが参加企業に
  - 7月12日 - 「東京ディズニーシー年間パスポート」、「2パーク年間パスポート」発売[17]
  - 9月4日〜10月15日 - 「ホライズンベイ・レストラン」にてディズニーキャラクターダイニングを期間限定実施[17]。
  - 11月3日 - 「ブォナセーレ・セレナーデ」公演終了[17]。
  - 11月4日 - 「ウォーターフロントパーク」、レストラン「リバティ・ランディング・ダイナー」、ショップ「ニュージーズ・ノヴェルティ」、「ハーバーサイド・スーヴェニア」オープン[17]。
- 2004年（平成16年）
  - 3月20日 - フィナーレバージョン「ディズニーシー・シンフォニー」公演開始[17]
  - 4月22日 - ナイトタイム・スペクタキュラー「ディズニーシー・シンフォニー 」公演終了[17]
  - 4月27日 - ガイドツアー「キッズツアー：失われた宝物を探せ！」開始[17]。
  - 7月15日 - 「ブラヴィッシーモ！」プレミアパーティー開催[17]。
  - 7月17日 - ナイトタイム・スペクタキュラー「ブラヴィッシーモ!」 公演開始[17]。
  - 10月31日 - レストランでの「バースデープログラム」を終了[19]。
- 2005年（平成17年）
  - 3月1日 - 「ホライズンベイ・レストラン」にてディズニーキャラクターダイニングをレギュラーで開始[17]。
  - 4月17日 - グリーティング施設「アリエルのグリーティンググロット」、ショップ「グロットフォト＆ギフト」、フードワゴン「グロットグッディーズ」オープン[17]。
  - 7月21日 - アトラクション「レイジングスピリッツ」、フードワゴン「ロストリバークックハウス」オープン[17]。
- 2006年（平成18年）
  - 4月5日 - 「ポルト・パラディーゾ・ウォーターカーニバル」のフィナーレバージョン「ポルト・パラディーゾ・ウォーターカーニバル"エテールノ"」公演開始[17]
  - 5月7日 - デイタイム・ハーバーショー「ポルト・パラディーゾ・ウォーターカーニバル」 公演終了[17]
  - 6月19日 - 「セイル・アウェイ 」公演終了[17]
  - 7月3日 - フードワゴン「デランシー・ケータリング」オープン[17]。
  - 7月4日 - 「アンコール! 」公演終了[17]
  - 7月9日 - 「リドアイル・ミート&スマイル」公演終了[17]
  - 7月14日〜2007年5月31日 - 東京ディズニーシー5thアニバーサリー「さあ、祝祭の海へ。」開催
  - 7月14日 - デイタイム・ハーバーショー「レジェンド・オブ・ミシカ 」他、新規エンターテイメント 公演開始
  - 9月1日 - パスポート料金改定。
  - 9月4日 - 「タワー・オブ・テラー」 オープン
  - 9月29日 - 「シンドバッド・セブンヴォヤッジ」クローズ
  - 11月1日 - 「東京ディズニーランド」、「東京ディズニーシー」合わせて4億人目のゲストが来園[17]
- 2007年（平成19年）
  - 3月21日〜5月31日 - 「東京ディズニーシー・スプリングカーニバル」初開催
  - 3月21日 - オリジナルファッションブランド「D'24」販売開始[17]。
  - 3月29日 - 「シンドバッド・セブンヴォヤッジ」が「シンドバッド・ストーリーブック・ヴォヤッジ」になってリニューアルオープン[17]。
  - 7月20日 - ショップ「スカイウォッチャー・スーヴェニア」オープン[17]。
- 2008年（平成20年）
  - 4月15日〜2009年4月14日 - 東京ディズニーリゾート全体での初めてのアニバーサリーイベントとなる「東京ディズニーリゾート25thアニバーサリー「夢よ、ひらけ。」」開催
  - 7月8日 - 「フォートレス・エクスプロレーション」にて「ザ・レオナルドチャレンジ」開始[17]。
- 2009年（平成21年）
  - 9月10日 - 「ディズニー・ハロウィーン」初開催
  - 10月1日 - 「タートル・トーク」オープン[17]
  - 11月20日 - 嵐が、 東京ディズニーシーを貸し切り、『嵐in東京ディズニーシープレミアムイベント』を施行。ハウス食品のプレミアムナイトキャンペーンに、応募総数500万通の中から当選した3,525組7,050人が招待された。
  - 12月25日 - 東京ディズニーシー「ハーバーサイド・クリスマス」終了、「キャンドルライト・リフレクションズ」公演終了
- 2010年（平成22年）
  - 1月11日 - 「ドナルドのボートビルダー」公演終了[17]
  - 3月20日 - 「マイ・フレンド・ダッフィー」公演開始[17]
  - 5月1日 - グリーティング施設「”サルードス・アミーゴス!”グリーティングドック」オープン[17]。
  - 5月6日 - マーメイドラグーンに「カリカチュア（似顔絵）」が登場[17]。
  - 8月27日 - 「東京ディズニーランド」、「東京ディズニーシー」を合わせて5億人目のゲストが来園
  - 9月3日 - 松任谷由実が第一生命協賛により、『第一生命スペシャルナイト』と銘打ち一夜限りのスペシャルイベントを施行。スペシャルナイトの応募キャンペーンへの応募総数78万人の中から当選した8,000人が招待された。
  - 9月8日 - 「オーバー・ザ・ウェイブ」公演終了
  - 11月8日 - 12月25日  - 「クリスマス・ウィッシュ」初開催
  - 11月13日 - ナイトタイム・スペクタキュラー「ブラヴィッシーモ!」公演終了
- 2011年（平成23年）
  - 3月12日〜4月27日 - 3月11日に発生した東日本大震災の影響で、東京ディズニーランドと共に設備の緊急点検のため長期休園。また、地震の影響によりリドアイルにあるスピーカーが折れるという事故も発生したが、ケガ人はいなかった。
    - 3月14日、運営会社のオリエンタルランドは浦安市内の市立小中学校5校のトイレ用水として、メディテレーニアンハーバーの水を提供することを発表した[20]。

  - 3月31日 - ガイドツアー「キッズツアー：失われた宝物を探せ！」終了[17]。
  - 4月28日 - 営業再開[21]。
    - 新ナイトタイム・スペクタキュラー「ファンタズミック!」公演開始
    - 「テーブル・イズ・ウェイティング」公演開始
    - 「ミッキー&フレンズ・グリーティングトレイル」オープン

  - 7月8日 - 「ヴィレッジ・グリーティングプレイス」オープン
  - 7月18日 - 「ジャスミンのフライングカーペット」オープン
  - 9月4日〜2012年3月19日 - 東京ディズニーシー10thアニバーサリー「Be Magical!」開催
- 2012年（平成24年）
  - 1月4日〜3月16日 - タワー・オブ・テラーで、落下回数の増加と新プログラムを導入した「タワー・オブ・テラー：Level 13」を期間限定で初開催
  - 4月3日〜6月30日 - 「ミッキーとダッフィーのスプリングヴォヤッジ」初開催
  - 5月28日 - 「レイジングスピリッツ」で安全バーが開いたまま動きだし、乗客が2週間程度の怪我を負う転落事故が発生[22]。同事故の影響で6月13日まで「レイジングスピリッツ」は運行休止[23]。
  - 7月9日 - 「トイ・ストーリー・マニア!」オープン
- 2013年（平成25年）
  - 4月15日〜2014年3月20日 - 東京ディズニーリゾート全体での2度目のアニバーサリーイベントとなる「東京ディズニーリゾート30thアニバーサリー「ザ・ハピネス・イヤー」」開催
  - 7月8日〜9月2日 - 「ディスニー・サマーフェスティバル」初開催
  - 10月18日 - ハウス食品の100周年を記念して応募者の中から抽選で合計2,500組7,000名を招待して、『ハウス食品 みんなにありがとう スペシャルナイト AKB48 in 東京ディズニーシー』が午後7時30分より開催された。
- 2014年（平成26年） 
  - 4月6日 - 「アンダー・ザ・シー」公演終了
  - 4月12日 - 「東京ディズニーランド」、「東京ディズニーシー」を合わせて6億人目のゲストが来園
  - 9月7日 - 「レジェンド・オブ・ミシカ」公演終了
  - 10月30日 - 「2016中期経営計画」でロストリバーデルタ南側に8つ目の「新テーマポートの開発」を検討していることが発表された。
- 2015年（平成27年）
  - 1月6日〜3月20日 - 「タワー・オブ・テラー：Level 13」が「タワー・オブ・テラー：Level 13 “シャドウ・オブ・シリキ”」にバージョンアップして期間限定で開催。
  - 3月1日 - メディテレーニアン・ハーバー可動式ステージ導入
  - 4月2日〜6月23日 - 「ディズニー・イースター」初開催
  - 4月5日 - 「ミスティックリズム」公演終了
  - 4月24日 - 「キングトリトンのコンサート」公演開始
  - 4月28日 - 「2016中期経営計画」で8つ目の「新テーマポートの開発」として、一部のエリアをディズニー映画『アナと雪の女王』の世界をテーマとし、全体のテーマを「北欧」とする方向性となった。導入時期は2017年度以降。その後の発表により、計画は延期になったが2018年にファンタジースプリングスの詳細が発表された為、事実上の白紙となった。
- 2016年（平成28年）
  - 1月12日〜4月10日 - 新グリーティングショー「カムジョイン・ユア・フレンズ」公演
  - 4月15日〜2017年3月17日 - 東京ディズニーシー15thアニバーサリー「ザ・イヤー・オブ・ウィッシュ」開催
  - 5月16日 - 「ストームライダー」クローズ
  - 7月9日 - 「ハンガーステージ」での新エンターテイメントプログラム「アウト・オブ・シャドウランド」公演開始
- 2017年（平成29年）
  - 3月17日 - 「テーブル・イズ・ウェイティング」公演終了
  - 5月12日 - 「ニモ&フレンズ・シーライダー」オープン[24]、「タートル・トーク」のリニューアルオープン
  - 7月11日 - 新グリーティングショー「ステップ・トゥ・シャイン」公演開始[25]
- 2018年（平成30年）
  - 3月19日 - 「ステップ・トゥ・シャイン」公演終了[26]
  - 3月31日 - 「セイリングデイ・ブッフェ」クローズ[27]
  - 4月15日 - 東京ディズニーリゾート全体での3度目のアニバーサリーイベントとなる「東京ディズニーリゾート35周年“Happiest Celebration!”」開催
  - 6月14日 - 新たなディズニーホテルを有する8つ目のテーマポートの開発を含む「東京ディズニーシー大規模拡張プロジェクト」を発表。既存施設への追加投資として過去最高の約2,500億円を投入予定[広報 2]
  - 7月5日 - 東京ディズニーリゾート公式スマートフォンアプリが誕生。
  - 7月10日 - ドックサイドステージにて、レギュラーショー 「ハロー、ニューヨーク!」公演開始
  - 7月19日 - 「ベイサイド・テイクアウト」オープン
  - 8月20日 - 「ドックサイドダイナー」オープン
  - 11月5日 - パーク内の一部ショップ、レストラン、および一部商品を除き、全国の交通系ICカード、QUICPay、iDによる電子マネー決済を導入[28]
- 2019年（平成31年/令和元年）
  - 3月31日 - 「アウト・オブ・シャドウランド」公演終了[29]。
  - 5月21日 - 8つ目のテーマポートとなる「ファンタジースプリングス」の起工式実施。
  - 7月8日 - 「ホライズンベイ・レストラン」のキャラクターダイニング終了。
  - 7月10日 - 「ファストパスリマインダー」サービス開始。
  - 7月23日 - 「デジタルファストパス」サービスの運用開始[30][31]ディズニーリゾート公式アプリでパークイン後にパスポートまたは、年間パスポートをアプリで読み込むとアトラクションのファストパスが取得できるようになった。
  - 7月23日 - 「ハンガーステージ」にて新規ショー「ソング・オブ・ミラージュ」が公演開始[29][32]。新アトラクション「ソアリン:ファンタスティック・フライト」をメディテレーニアンハーバーに導入[32][33][34]。
  - 8月20日 - マーメイドラグーンに「ベビーケアルーム」がオープン。
  - 10月12日 - 令和元年東日本台風（台風19号）の影響で東京ディズニーランドと共に終日休園[広報 3]。災害により休園するのは東日本大震災以来となった[35]。
- 2020年（令和2年）
  - 2月29日〜6月30日 - SARSコロナウイルス2感染症の感染拡大防止のため、東京ディズニーランドと共に長期休園。当初は3月15日まで休園の予定だったが、その後休園期間の延長が発表された[広報 4][広報 5][広報 6]。そのため3月25日に終了予定だった「ファンタズミック!」、3月31日にクローズ予定だった「アリエルのグリーディンググロット」は休園期間中に公演終了となった。
  - 6月23日 - 東京ディズニーランドと共に7月1日より営業再開される事が発表された[広報 7]。
  - 7月1日 - 東京ディズニーランドと共に営業が再開された。再開に際しては、営業時間を当面の間8時から20時(同年9月1日以降は9時から21時)の短縮営業とし、入園時間の異なる3つの券種をオンラインでのみ販売し、チケットブースは開設しないこととした。また通常キャストにより行われる開園宣言は、この日のみオリエンタルランド会長の加賀美俊夫の言葉により行われた。
  - 9月19日 - 「エントリー受付」を導入[36]。
  - 9月23日 - 「スタンバイパス」を導入[36]。
  - 10月7日 - 「ハロー、ニューヨーク！」、「ダイヤモンド・シスターズ」、「ファン・カストーディアル」、「ウィンド・ワンダラーズ」が休止のまま公演終了となることが発表された[37]。
  - 10月22日 - 有効期限が2020年2月29日以降の年間パスポートについて、有効期限延長は実施せず、すべての保持者に対して払い戻しを実施することを発表[38]。
- 2021年（令和3年）
  - 3月30日 - 「ビッグバンドビート」の準備公演を実施[39]。
  - 9月4日 - 同日から2022年9月3日まで、東京ディズニーシー20周年記念イベント「タイム・トゥ・シャイン!」を開催。テーマに合わせた水上グリーティングやグッズ、メニュー、デコレーションなどを導入。東京ディズニーシー・ホテルミラコスタや東京ディズニーセレブレーションホテル、ディズニーリゾートラインでもイベントを展開する[40][41][広報 8]。
  - 4月1日 - 「ジャンボリミッキー!レッツ・ダンス!」公演開始。
  - 5月19日 - 「ソアリン:ファンタスティック・フライト」に「ディズニー・プレミアアクセス」を導入[42]。
  - 6月10日 - 「トイ・ストーリー・マニア!」に「ディズニー・プレミアアクセス」を導入。
  - 11月15日 - 日本のテーマパークで初めて、遊園地・テーマパーク業界において権威のある賞『2022 アプローズ・アワード（Applause Award）』を受賞[43]。
- 2022年（令和4年）
  - 11月11日 - メディテレーニアンハーバーにて「ビリーヴ！〜シーオブドリームス〜」スタート。
- 2023年（令和5年）
  - 7月4日 - 「ダッフィー&フレンズのワンダフル・フレンドシップ」公演開始
- 2024年（令和6年）
  - 6月6日 - 魔法の泉が導くディズニーファンタジーの世界をテーマとした8番目のテーマポート「ファンタジースプリングス」をオープン[広報 2][44]。テーマポートは「アナと雪の女王」、「塔の上のラプンツェル」、「ピーター・パン」の世界を題材とし、4つのアトラクションと新たなディズニーホテルなどを内包。2018年6月14日の発表では2022年度開業予定であったが、2020年1月30日に2023年度開業予定へと変更[45]。2022年10月27日に2024年春開業予定に再度延期した。2023年10月26日、開業日を2024年6月6日にすると発表した[46]。
- 2025年（令和7年）
  - 1月28日 - 開業時から続けられてきたファンタジースプリングスへの入場制限を完全に撤廃した[47]。

## パークの特徴とテーマポート
園内はコンセプトごとに「テーマポート」と呼ばれる8つのエリア（開業当時は7つ）に分かれ、テーマに合わせたアトラクションやレストランが置かれている。また、TDLとは異なり、ビールやワインなどのアルコール飲料の販売があるなど、客層を大人も視野に入れた設定にしている。
ミッキーマウスを始めとする著名なディズニーキャラクターの他、リトル・マーメイドやアラジンなど、TDSのコンセプトに沿ったディズニーキャラクターの出迎え（キャラクターグリーティング）がある。

### テーマポート一覧

#### メディテレーニアンハーバー
メディテレーニアンハーバー (Mediterranean Harbor) は南ヨーロッパの港町をテーマとしている。ホテルミラコスタを上から見た形はイタリアのポルトフィーノの港町の建物がモチーフになっている。「ポルト・パラディーゾ」「パラッツォ・カナル」「エクスプローラーズ・ランディング」の3つのサブエリアで構成される。

#### アメリカンウォーターフロント
アメリカンウォーターフロント (American Waterfront) は古き良きアメリカの港をテーマとしている。パーク敷地内と東京湾の間にある、道路や歩道とディズニーリゾートラインの線路などは見えず、東京湾のみが見えるように設計されており、借景の効果を得ている。「ニューヨーク」「ケープコッド」「トイビル・トロリーパーク」の3つのサブエリアで構成される。

#### ポートディスカバリー
ポートディスカバリー (Port Discovery) は20世紀初頭のSF小説世界をモチーフ（レトロフューチャー）にした、時空を超えた未来のマリーナとしている。アメリカンウォーターフロントと同様に東京湾を借景として利用している。ホラインズンベイ・レストランなどの建物はヴィクトリア朝様式を取り入れた建物になっている。

#### ロストリバーデルタ
ロストリバーデルタ (Lost River Delta) は、1930年代の古代文明の遺跡発掘現場をモチーフにした、中央アメリカの熱帯雨林地域をテーマとしている。中央を流れる河（ロストリバー）によって二つに分断されている。そのうち、パークの外側(アトラクション「レイジングスピリッツ」側)はハリケーンによって発見された遺跡、パークの内側(レストラン「ミゲルズ・エルドラド・キャンティーナ」側)は遺跡の発見をきっかけに、遺跡を研究しに来た冒険家を支える役割を持つようになった、民族の集落である。

#### アラビアンコースト
アラビアンコースト (Arabian Coast) は、映画『アラジン』に登場するランプの魔人ジーニーが作り出したアラビアンナイトの世界をモチーフにした、中世アラビア文明風の都市をテーマとしている。

#### マーメイドラグーン
マーメイドラグーン (Mermaid Lagoon) は、映画『リトル・マーメイド』の世界をモチーフにした、人魚の海底王国をテーマとしている。「アンダー・ザ・シー」と「アバブ・ザ・シー」の2つのサブエリアで構成される。

#### ミステリアスアイランド
ミステリアスアイランド (Mysterious Island) は、フランス名作家ジュール・ヴェルヌのSF小説世界をモチーフにした、1873年の南太平洋の火山島をテーマとしており、スチームパンクをモチーフに使用している。園内のシンボル的存在である「プロメテウス火山」はここに存在しており、そこにある「センター・オブ・ジ・アース」はジュール・ヴェルヌの『地底旅行』を再現しているアトラクションである。その他『海底二万里』に登場する潜水艦・ノーチラス号などが再現されている。

#### ファンタジースプリングス
2024年6月6日開業。東京ディズニーシーを拡張し、新規ディズニーホテルを有する8番目のテーマポート。ファンタジースプリングス（Fantasy Springs）は、“魔法の泉が導くディズニーファンタジーの世界”をテーマとし、幅広い世代に愛されているディズニー映画の世界が再現される。ファンタジースプリングスに足を踏み入れたゲストは、魔法の水が流れる滝や池に遭遇し、ディズニーの物語の世界へといざなわれていく。

## 提供サービス
パークをスムーズに楽しめるよう、さまざまなサービスが提供されている。

### 交代利用サービス
利用規定に満たないゲストがいる場合に、アトラクションを交代で利用できる。

### ショップのオンライン予約
来店に事前予約が必要となる場合がある。

### ディズニー・フォト
パーク内各所やキャラクターグリーティング施設でフォトグラファーによる写真撮影ができる。また、一部アトラクションでは乗車中の写真撮影を行っている。

### 東京ディズニーリゾート・アプリ
スタンバイパスやエントリー受付、各施設の待ち時間の確認、オンラインショップなど様々な機能を提供している。
- 2018年7月 - 東京ディズニーリゾート・アプリ提供開始[52]
- 2019年7月17日 - ディズニー・ファストパス取得機能追加[53]。
- 2020年2月14日 - フォトキーカード機能追加[54]。

### トゥデイとガイドマップ
エンターテイメントスケジュールやグッズ、メニューの情報が記載された「トゥデイ」と、パーク全体のマップである「ガイドマップ」の2種類。

新型コロナウイルス感染症の影響により、2020年7月1日以降は配布を取りやめている。

## オフィシャルスポンサー

### 現在のスポンサー
2024年8月現在
| 企業名                                                    | アトラクション名                                                                                            | 備考                                                        |
| --------------------------------------------------------- | --- | ----------------------------------------------------------- |
| NTTコミュニケーションズ株式会社                           | ジャスミンのフライングカーペット ピーターパンのネバーランドアドベンチャー                                   |                                                             |
| 株式会社NTTドコモ                                         | ファンタズミック!（2011年4月23日 - 2020年3月25日） ビリーヴ!～シー・オブ・ドリームス～（2022年11月11日 - ） |                                                             |
| 花王株式会社                                              | トイ・ストーリー・マニア! トイビル・トロリーパーク ハンドウォッシングエリア                                 | 参加企業は2015年7月1日より。                                |
| カルビー株式会社                                          | アレンデール・ロイヤルバンケット（2024年6月6日 - ） スナグリーダックリング（2024年6月6日 - ）               | 参加企業は2024年4月1日より。                                |
| キッコーマン株式会社                                      | レストラン櫻                                                                                                |                                                             |
| キリンビール株式会社                                      | S.S.コロンビア・ダイニングルーム テディ・ルーズヴェルト・ラウンジ                                           |                                                             |
| 株式会社講談社                                            | レジェンド・オブ・ミシカ（ - 2014年9月7日） タートル・トーク（2014年9月4日 - ）                             |                                                             |
| 株式会社ジェーシービー                                    | ストームライダー（ - 2016年5月16日） ニモ&フレンズ・シーライダー（2017年5月12日 - ）                        |                                                             |
| ENEOS                                                     | ディズニーシー・トランジットスチーマーライン                                                                | 開園時は日石三菱株式会社 → 新日本石油株式会社の提供だった。 |
| 新菱冷熱工業株式会社                                      | ソアリン:ファンタスティック・フライト（2019年7月23日 - ）                                                   | 参加企業は2019年2月21日より。                               |
| 第一生命保険株式会社                                      | センター・オブ・ジ・アース ベビーカー&車イス・レンタル                                                      |                                                             |
| ダイハツ工業株式会社                                      | 東京ディズニーシー・パーキング マーメイドラグーンシアター（ - 2021年）                                      | 参加企業は2017年7月1日より。                                |
| 大和ハウス工業株式会社                                    | キャラバンカルーセル アナとエルサのフローズンジャーニー                                                     | 参加企業は2017年12月1日より。                               |
| 株式会社タカラトミー                                      | ディズニーシー・エレクトリックレールウェイ                                                                  | 開園時は株式会社トミーの提供だった。                        |
| 日本航空株式会社                                          | ブロードウェイ・ミュージックシアター                                                                        |                                                             |
| 日本コカ・コーラ株式会社                                  | 海底2万マイル ケープコッド・クックオフ ケープコッド・コンフェクション                                       |                                                             |
| 日本通運株式会社 → NIPPON EXPRESSホールディングス株式会社 | シンドバッド・ストーリーブック・ヴォヤッジ 宅配センター                                                     |                                                             |
| 日本ユニシス株式会社→BIPROGY（ビプロジー）株式会社        | フォートレス・エクスプロレーション                                                                          |                                                             |
| ハウス食品株式会社                                        | カスバ・フードコート                                                                                        |                                                             |
| パナソニック株式会社                                      | インディ・ジョーンズ・アドベンチャー:クリスタルスカルの魔宮                                                 | 開園時は松下電器産業株式会社の提供だった。                  |
| 富士フイルム株式会社                                      | マジックランプシアター フォトグラフィカ フォトスポット                                                      | 開園時は富士写真フイルム株式会社の提供だった。              |
| プリマハム株式会社                                        | ユカタン・ベースキャンプ・グリル                                                                            |                                                             |
| 三井不動産株式会社                                        | ウォーターフロントパーク                                                                                    |                                                             |
| 株式会社明治                                              | ザンビーニ・ブラザーズ・リストランテ アイスクリームワゴン ベビーセンター                                    | 開園時は明治乳業株式会社の提供だった。                      |
| 山崎製パン株式会社                                        | セイリングデイ・ブッフェ（ - 2018年3月31日） ドックサイドダイナー（2018年8月20日 - ）                       |                                                             |
| UCC上島珈琲株式会社                                       | カフェ・ポルトフィーノ マンマ・ビスコッティーズ・ベーカリー                                                 |                                                             |
| 株式会社ユーハイム                                        | ヴェネツィアン・ゴンドラ                                                                                    |                                                             |
| みずほ証券株式会社                                        | マゼランズ（2024年8月3日 - ）                                                                               |                                                             |

### 過去の主なスポンサー
| 企業名                         | アトラクション名            | 備考                                     |
| ------------------------------ | --------------------------- | ---------------------------------------- |
| 日産自動車                     | ビッグシティ・ヴィークル    | 2001年9月から2006年9月まで提供。         |
| 日本ヒルズ・コルゲート株式会社 | ペットクラブ                | 2001年9月から 2006年9月まで提供。        |
| 日本水産株式会社               | ホライズンベイ・レストラン  | 2001年9月から2006年9月まで提供。         |
| セイコー株式会社               | ロミオ・ウォッチ&ジュエリー | 2001年9月から2006年9月まで提供。         |
| 森永製菓株式会社               | キャラバンカルーセル        | 2001年9月から2006年9月まで提供。         |
| 株式会社そごう                 | ドックサイドステージ        | 2003年4月12日から2008年4月15日まで提供。 |
| 株式会社ブリヂストン           | ハンガーステージ            | 2016年4月まで提供。                      |
| 株式会社ニチレイフーズ         | ニューヨーク・デリ          | 2017年（平成29年）8月まで提供。          |

## 主な建設業者
- 竹中工務店（駐車場）
- 鹿島建設（ホテルミラコスタ、ファンタジースプリングス）
- 清水建設（メディテレーニアンハーバー、アメリカンウォーターフロント）
- 大成建設（ロストリバーデルタ、ファンタジースプリングス）

## 事件・事故等
- 2015年10月27日5時頃、東京ディズニーシーのアトラクション「ヴェネツィアン・ゴンドラ」の水路で、清掃作業をしていたアルバイトの男性が沈んでいるのを別の男性作業員が発見し、後に搬送された病院で死亡が確認された[59]。
- 2021年2月21日、東京ディズニーシーの従業員専用エリアに侵入したとして、40歳前後の男と10代の少年が建造物侵入の現行犯で逮捕された。SNSで知り合った2人は、偽造された社員証を用いて侵入したと見られている。警察による取り調べに対し、「珍しいものを見たかった」と供述している[60][61]。
- 2024年8月8日21時頃、東京ディズニーシーのアトラクション「海底2万マイル」の設備にて火災が発生。消火作業に当たっていた男性従業員が煙を吸ったため、救急搬送された[62]。

## 受賞
| 年   | 賞                   | 結果 | 参照   |
| ---- | -------------------- | ---- | ------ |
| 2022 | アプローズ・アワード | 受賞 | [ 63 ] |

## 関連書
- 『東京ディズニーシー物語』講談社 (2007/3/21)
- 『海を超える想像力―東京ディズニーリゾート誕生の物語』（5章～7章）加賀見俊夫、講談社 (2003/3/24)